# Dubiaranea longiscapa
Dubiaranea longiscapa là một loài nhện trong họ Linyphiidae. Loài này được phát hiện ở Chile.